# Trabajadoras de casa particular en Chile
El trabajo doméstico o trabajo de casa particular en Chile ha estado presente desde la Colonia, ejercido principalmente por mujeres populares e indígenas. A pesar de su presencia, no fue hasta la década de los 1960, cuando comenzaron a organizarse para sopesar el abuso indiscriminado y para obtener derechos laborales.

## Historia

### 1820-1960
El servicio doméstico fue una de las ocupaciones laborales más importantes del primer siglo de vida de la República chilena, ya que llegó a emplear más del 10% de la población activa del periodo. La Colonia ya tenía una población inserta en estas funciones, entre ellas la esclavitud negra, abolida en 1826, pero el fenómeno se masificó con el siglo XIX. De esta forma, los censos realizados entre 1854 y 1930 muestran que el servicio doméstico era una ocupación masiva y transversal a los sectores de la población.
Por una parte, la consolidación de un modo de vida de la elite, adaptado de los europeos, conllevó la necesidad de aumentar el servicio doméstico y especializar sus funciones, creando una jerarquía muy estricta entre sus diversos miembros, propia de la servidumbre de una casa de elite. Incluso se fomentó un cierto tipo de inmigración, con la contratación de un personal europeo que venía a demostrar el refinamiento, educación y cosmopolitanismo de sus empleadores.
Por otra parte, los sectores medios y populares también emplearon personas en el servicio doméstico, en general «sirvientas de mano» (sirvientas que acumulaban todas las funciones de gestión doméstica), además de nodrizas o niñeras para el cuidado de los niños. A finales del siglo XIX, el uso de nodrizas empezó a ser criticado por los médicos, ya que las responsabilizaban parcialmente por la alta tasa de mortalidad infantil. Por ende, de la mano con el nacimiento de la puericultura, se empezó a promover la lactancia materna y la creación de instituciones como las Gotas de Leche y los Asilos Maternos.
En particular para los estratos medios y bajos, el servicio doméstico empleaba en su mayoría mujeres, que contaban con remuneraciones y condiciones laborales mucho más precarias que sus pares empleados por los sectores acomodados, que a su vez tenían una distribución de género más equilibrada.
Como sector laboral y social, el servicio doméstico fue en general considerado como una condición más que como una profesión, ya que no recibía una formación formal. Esto facilitó que fuera visto como peligroso, siendo un tópico de la prensa del siglo XIX y de principios del siglo XX las relaciones entre servicio doméstico y criminalidad.
Desde el siglo XX, el servicio doméstico ha sido una de las principales actividades asalariadas ejercidas por mujeres, grupo al que se le han reconocido distintas características socioculturales. A pesar de su peso numérico en la población activa, el servicio doméstico no logró ganarse un espacio en los debates sobre la cuestión social, por lo que quedó en gran parte marginado de los avances en materia de legislación sociolaboral y sindicalismo.
Existieron sin embargo instituciones que se preocuparon de su educación, protección y colocación laboral, como las Hijas de María Inmaculada para el servicio doméstico, una congregación española que llegó a Chile en 1913. Además de este sistema formal de colocación, los domésticos podían recurrir a agencias o a anuncios publicados en la prensa. Particularmente interesante resultaba, en Santiago, el diario El Chileno (1883-1924), también llamado «diario de las cocineras», que publicitaba anuncios del servicio doméstico en varias de sus páginas. Los anuncios recalcaban la importancia de la recomendación, como parte de un sistema laboral basado en la confianza y la lealtad. Sin embargo, se generó un discurso sobre una «crisis de la domesticidad» en la década de 1910, dando cuenta las modificaciones que el servicio doméstico comenzó a vivir a comienzos del siglo XX.

### Desde 1960
A pesar de su importante presencia, no fue sino hasta la década de 1970 cuando las trabajadoras domésticas comenzaron a organizarse de manera más constante. Frente a las desigualdades laborales que eran denunciadas por la clase trabajadora, ellas sintieron la necesidad de conformar un colectivo tendiente a promover mejores condiciones de trabajo, mejorar los sueldos, los contratos, definir la jornada laboral y obtener seguridad social, todos asuntos que permitirían una mayor valoración social de su actividad y su reconocimiento legal.

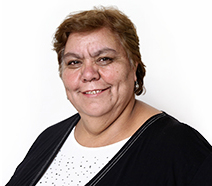
Ruth Olate ha sido una de las dirigentas más reconocidas de las trabajadoras de casa particular, principalmente por su rol de presidenta de SINCATRAP.

Si bien existen antecedentes anteriores de organización y lucha en el marco del movimiento general de trabajadores –principalmente a través de sindicatos como la Federación de Empleadas de Casa Particular que expresaba sus ideas por medio de su publicación Surge– un hito relevante de este proceso lo constituye la creación de la Asociación Nacional de Empleadas de Casa Particular (ANECAP) en el año 1964, la que se mantiene vigente en la actualidad. Bajo el gobierno de Salvador Allende llegaron a constituirse 16 sindicatos en todo Chile, los que dejaron de existir durante la dictadura militar.
La ANECAP, junto a la acción de otras asociaciones que durante 1980 se agruparon en la Comisión Nacional de Sindicatos de Casa Particular, logró decisivas reivindicaciones. Una de éstas fue el cambio en la denominación de su actividad laboral: de empleadas domésticas pasaron a ser conocidas como trabajadoras de casas particulares, lo que les permitió reconocerse a sí mismas como sujetos portadores de los mismos derechos que otros trabajadores y, por lo tanto, como agentes de cambio de sus propias problemáticas.
Fue durante los gobiernos de la Concertación y producto de la movilización de las agrupaciones de trabajadoras, junto a la acción del Servicio Nacional de la Mujer (SERNAM) y del Ministerio del Trabajo, cuando se concretaron los pasos fundamentales para el reconocimiento de los derechos laborales y femeninos de las trabajadoras a través de la promulgación de importantes leyes de carácter histórico para el gremio que han permitido fortalecer su movimiento y lograr la valoración social de sus integrantes.

## Legislación
Chile ratificó el Convenio 189 de la OIT sobre trabajadores domésticos el 10 de junio de 2015.

## En la cultura popular
- «Coyas», «chinas», «criadas», «sirvientas», «martas», «empleadas domésticas», «nanas», «asesoras del hogar» y «trabajadoras de casa particular», son los diferentes nombres que desde la Colonia hasta la actualidad han definido la identidad de estas trabajadoras y el tipo de relaciones sociales que rodean este oficio.
- La película La nana (2009) de Sebastián Silva y protagonizada por Catalina Saavedra, cuenta la historia de una trabajadora de casa particular chilena («nana»). El filme obtuvo varios premios internacionales, incluyendo el Colón de Oro en el Festival de Cine Iberoamericano de Huelva.[2]